# Chesapeake (volk)

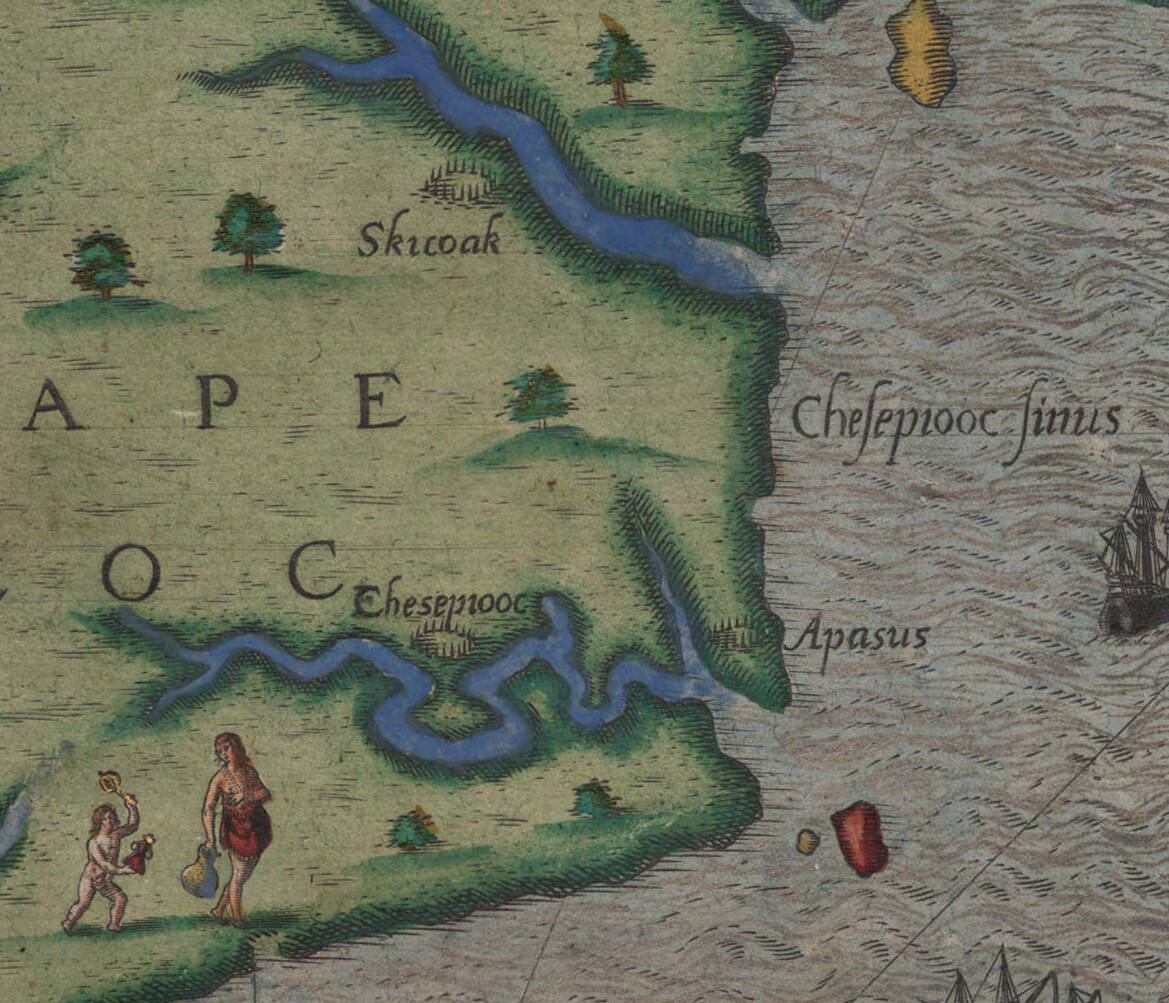
De drie nederzettingen van de Chesapeake, op een kaart uit 1590

De Chesapeake of Chesepian was een inheems Amerikaans volk dat leefde aan de kust van de huidige staat Virginia tussen Norfolk en Virginia Beach. Kort voor het jaar 1607 is het volk door chief Powhatan vernietigend verslagen. 

## Etymologie
De Chesapeake zijn mogelijk vernoemd naar hun woonplek. Het Algonkische woord Chesepiooc verwijst naar 'de grote rivier' en de bewoners op die plek heetten daarom de Chesapeake.
De naam is behouden gebleven en leeft voort in de Chesapeake Bay.

## Geschiedenis
De Chesapeake bewoonden het gebied dat tegenwoordig South Hampton Roads wordt genoemd, aan de monding van de Chesapeake Bay. In 1584 maakte Sir Walter Raleigh een verkenningstocht in de regio en een van zijn medereizigers, Arthur Barlowe, noemde Skicoak als een nederzetting van de stam van de Chesapeake.
In de jaren 1585-1586 bezochten Engelse kolonisten van de kolonie Roanoke de stam van de Chesapeake. Een van hen was John White, die op een kaart van de regio twee nederzettingen intekende: Chesepioc (bij Great Neck aan de Lynnhaven River) en Skicoak (bij de Elizabeth River). Beide nederzettingen waren omgeven door een houten palissade. Op een kaart uit 1590 staat tevens nog de nederzetting Apasus aangegeven, bij de monding van de Lynnhaven River.
In 1587 bracht White 117 kolonisten naar Roanoke. Toen hij drie jaar later terugkeerde bleek de kolonie te zijn verlaten. Over het lot van de kolonisten is niets bekend. Mogelijk zijn ze vertrokken richting de Chesapeake en door voedseltekorten of gevechten aan hun einde gekomen.
Toen de Engelsen in 1607 Jamestown stichtten, bestond de stam van de Chesapeake uit 300 tot 400 personen. Zij kregen te maken met de expansie van de naburige Powhatan Confederatie, een stamverband onder leiding van chief Powhatan. Hij wist het stamgebied van de naburige Kecoughtan te veroveren en verkreeg rond 1607 tevens de macht over het gebied van de Chesapeake. Bij de Chesepeake zou hij de volwassen mannen ombrengen en door zijn eigen mensen vervangen, met een nieuwe leider aan het hoofd van de stam. Volgens het boek The Historie of Travaile into Virginia Britannia (1618) van de Engelsman William Strachey was de moordpartij het gevolg van een waarschuwing die Powhatan van zijn eigen priesters zou hebben gekregen: zijn machtige confederatie zou namelijk worden vernietigd door een opkomende macht aan de Chesapeake Bay. Daarom zou hij de daar woonachtige stam van de Chesapeake uit voorzorg uit de weg hebben geruimd.
Een kaart uit 1624, gemaakt door John Smith, toont alleen nog de nederzetting Chesapeack, op de plek waar voorheen Skicoak was gelegen. Verdere Engelse kolonisatie en de oorlogen tussen de Powhatan en de Engelsen verdreven de laatste inheemse bewoners uit het gebied, zodat er in 1635 definitief geen sprake meer was van de Chesapeake.

## Opgravingen
Begin 19e eeuw werden bij grondwerk in Norfolk honderden menselijke skeletten gevonden, vergezeld van pijlpunten en andere grafgiften. Naar verwachting was de begraafplaats nog veel groter en zouden er mogelijk zelfs duizenden mensen zijn begraven. Het zou hierbij kunnen gaan om een grafveld van de nederzetting Skicoak. Er volgden echter geen opgravingen en de grafvelden zijn door opeenvolgende bouwwerkzaamheden vernietigd.

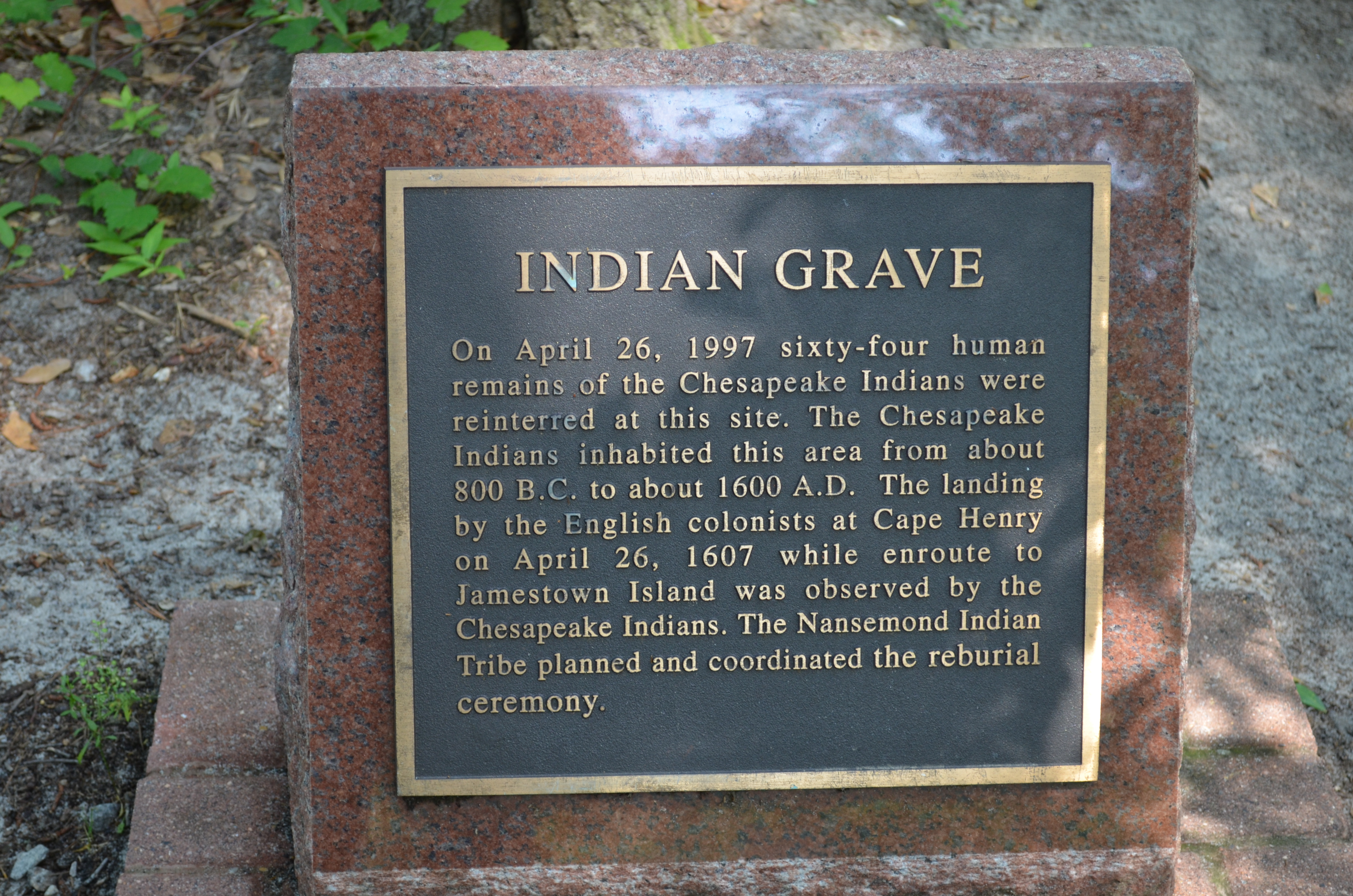
Monument voor de 64 herbegraven leden van de Chesapeake

In de jaren 80 van de 20e eeuw zijn de resten van 64 personen opgegraven op de locatie van de voormalige nederzetting Chesepioc. Deze resten werden in 1997 herbegraven in het First Landing State Park in Virginia Beach door de stam van de Nansemond, die zich - bij gebrek aan nazaten van de Chesapeake zelf - over de resten had ontfermd.